# 香港填海工程

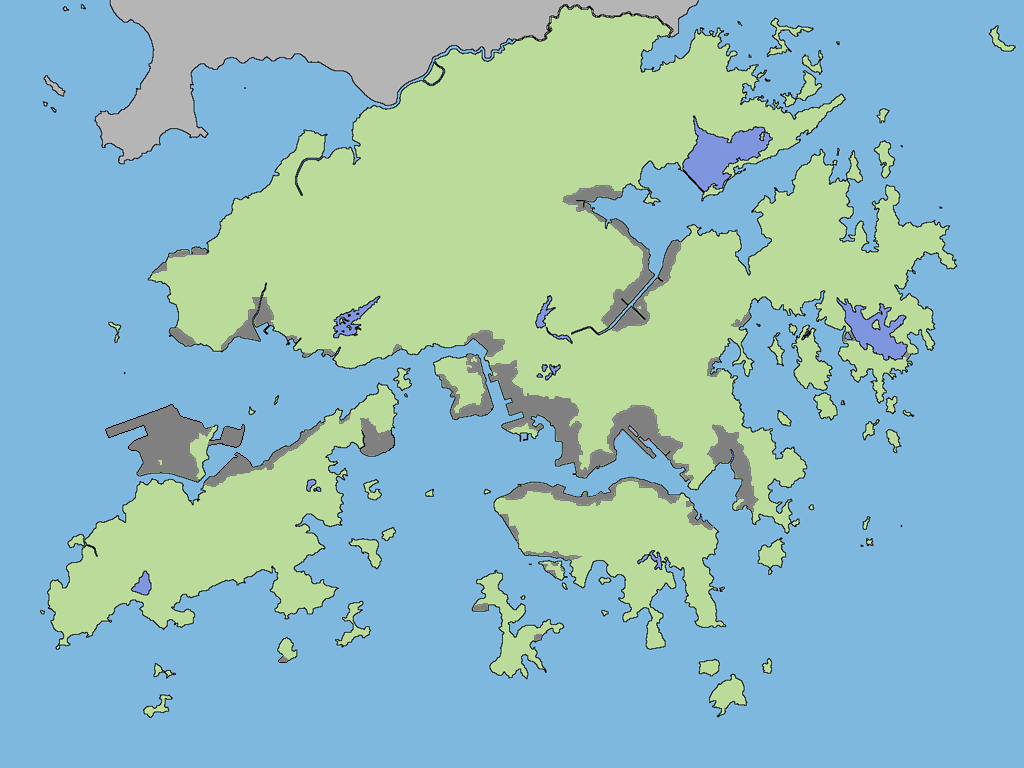
在圖中，灰色部份為香港歷來透過填海得來的土地

填海工程是增加香港土地供應的重要方式。香港开埠百多年來的填海工程，深遠地影響了香港社會的發展。
截至2013年3月，香港從填海工程獲得的土地面積逾67平方公里，佔香港土地總面積約7%，容納了27%的香港人口及70%的商業活動。

## 歷史

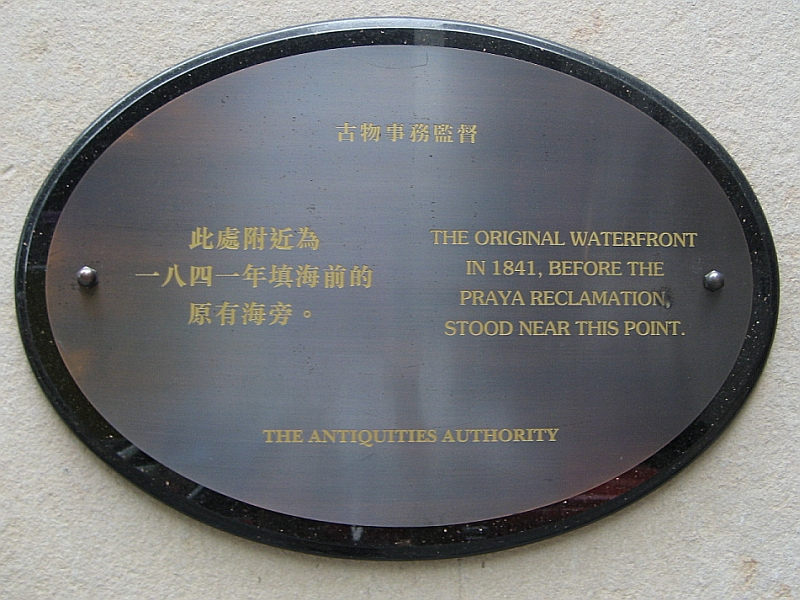
填海前的海岸線紀念碑，現設於置地廣場

### 香港開埠

#### 第一次非正式填海
香港於1842年，即香港開埠後的第二年，就進行第一次非正式的填海工程。當時，香港島、中環、香港島第一條道路——荷李活道、皇后大道及雲咸街的興建造成大量沙石，為避免搬運至其他地區存放，於是直接把沙石傾倒進維多利亞港，擴大維多利亞城的發展面積，這日後便成為香港第一幅填海土地。查理·义律將新填海地域劃分為40段，每段約100英呎，讓英商進行投標，以在中環開闢一名為「女王城」（Queen's Town）的商業區。結果共售出33幅土地，價格由20英鎊至265英鎊不等。

#### 首次正式填海
至於香港首次的正式填海工程，則是於1852年展開的《文咸填海計劃》，位置在今日上環文咸東街一帶，目的是將上環的發展面積進一步增加，以興建香港政府部門及港口設施。其後，雖然於1856年倡議的《寶靈填海計劃》備受反對而未推行，香港政府於1860年代至1900年代進行了一系列的填海工程，如1890年至1903年的《海旁填海計劃》，使得香港島北岸西至堅尼地城，東至銅鑼灣，增加了不少土地。1920年代，灣仔再進行一輪填海工程（即《海旁東填海計劃》）後，之後直至戰前香港島再無任何填海工程。

#### 九龍半島填海工程

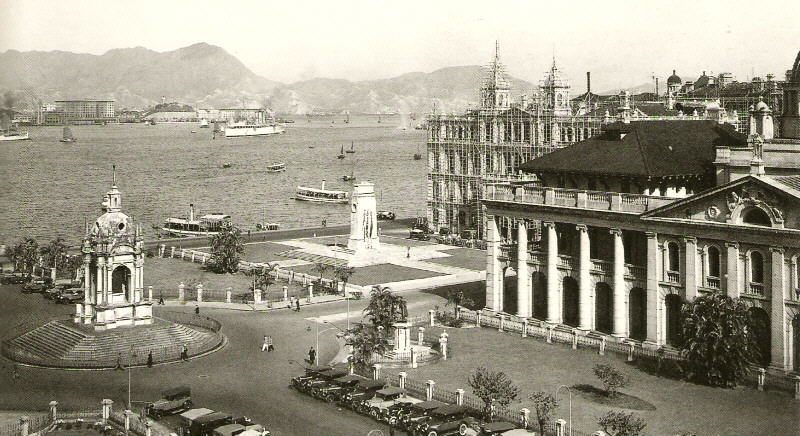
1920年代的皇后像廣場及最高法院，都是興建於中環填海土地上

九龍半島方面，自從英國於1860年取得該土地後，於1867年於九龍角出現首次非正式填海工程。1876年，在油麻地擁有地段的業主自行進行填海工程，成為今日新填地街一帶。九廣鐵路英段工程中，在1914年於尖沙咀梳士巴利道以南填海，以興建尖沙咀火車站的路軌。雖然九龍半島此後進行了不少填海工程，惟在戰前，大多為私人進行。這是因為當時的香港政府集中發展香港島北部，對九龍半島的土地需求甚少。唯一例外為於1930年興建啟德機場時，由香港政府所進行的填海工程。這是1920年代何啟與區德於土瓜灣至九龍灣之間填海發展啟德機場住宅區失敗後，遺留下來的剩餘工程。而於香港日治時期，日本軍隊亦為進一步擴建啟德機場而進行了大規模填海，填海所使用的沙石來源包括來自拆毀九龍寨城的城牆及炸毀宋王臺等破壞行為。總括而言，至1945年，香港有約80公頃土地是從填海得來的。

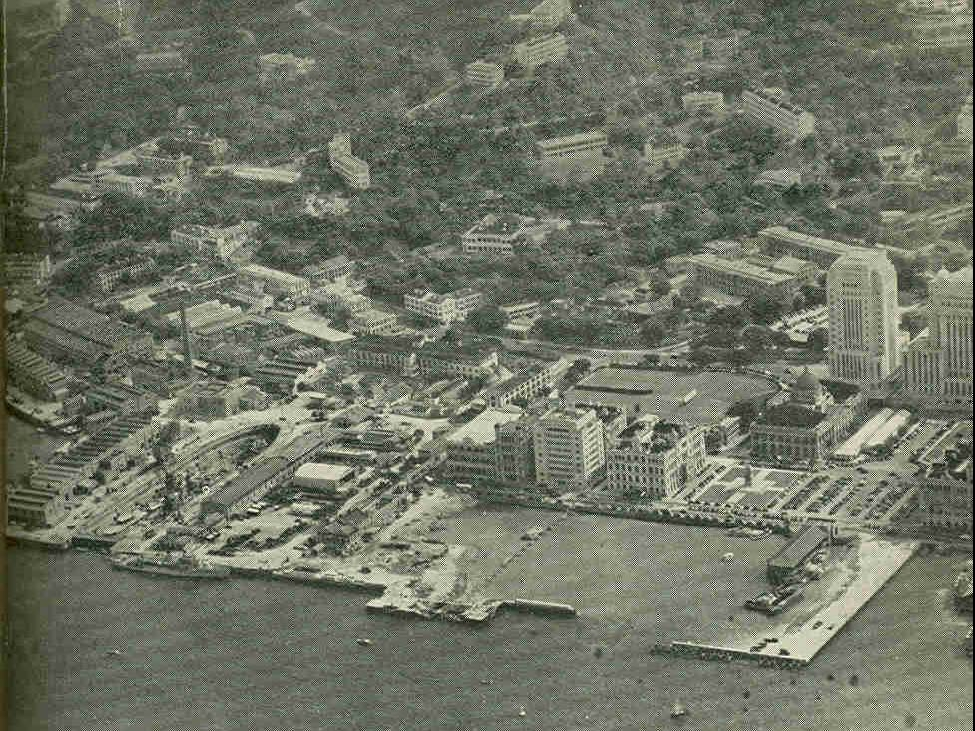
1953年，維多利亞港中環岸邊在填海。圖右方中間為皇后像廣場及最高法院

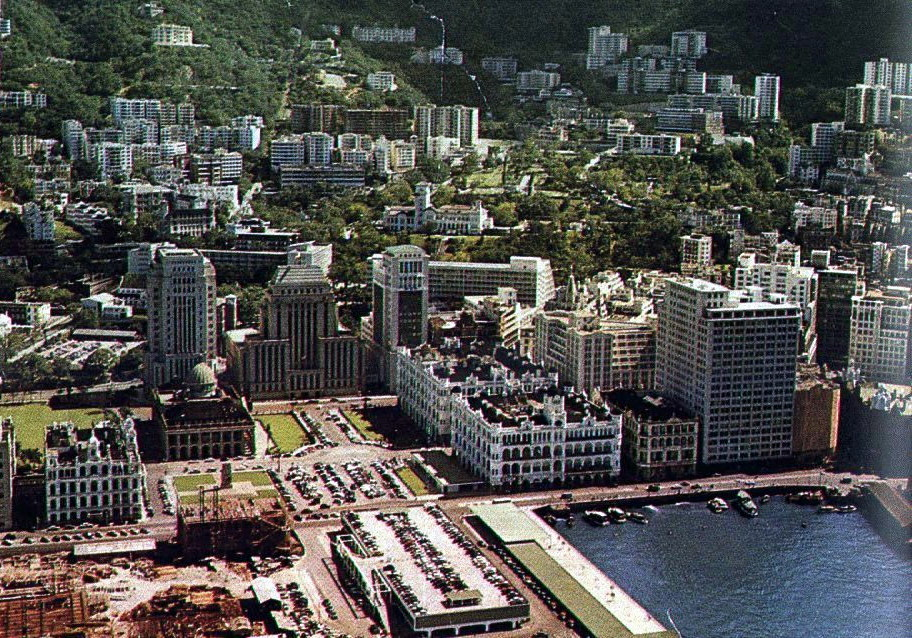
1955年，正在逐步延伸的中環海岸線。圖左方中間為最高法院及皇后像廣場

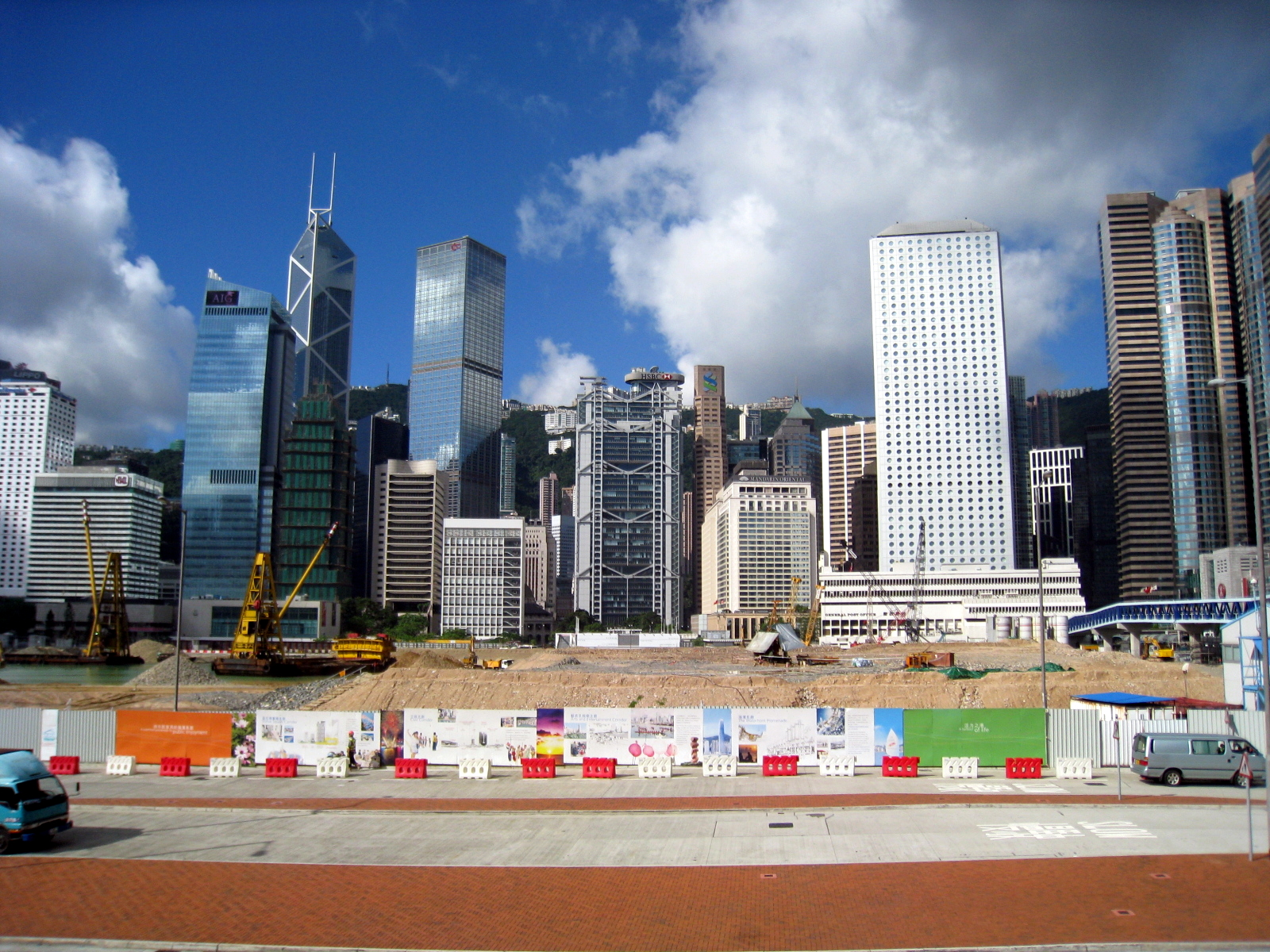
2008年，中環填海計劃二期完成。皇后像廣場及終審法院（即前最高法院）位於圖片正中位置

### 第二次世界大戰後

#### 香港重光
香港重光後，首個填海工程位於新界沙田區，亦是新界的第一個大規模填海工程，於1950年在城門河畔由一劉姓商人填海，以興建沙田墟住宅區。香港政府同樣在1950年填平銅鑼灣避風塘，於原址興建維多利亞公園。1950年代至1960年代，香港政府於柴灣與小西灣、啟德機場、觀塘工業區及紅磡灣等地進行填海。而隨著香港新市鎮的規劃，香港政府亦開始在新界進行大規模填海工程。由戰後至1958年，香港一共填海超過210英畝（約85公頃）。

#### 新市鎮及產業用地
1966年，為配合屯門新市鎮發展計劃，香港政府開始在青山灣填海。1970年代，荃灣、醉酒灣（今葵涌貨櫃碼頭）及沙田新市鎮等都有大規模填海工程。1970年代後期至1980年代，香港島及九龍半島也進行了不少填海工程，範圍不僅限於維多利亞港內，例如香港島南部的香港仔、鴨脷洲及鋼綫灣（今數碼港）等，均進行以興建住宅為目的的填海。除住宅外，也有填海計劃是為了發展工業的，包括於1985年落成的大埔工業邨。第二次世界大戰後至1980年，香港的填海面積約有4,000公頃。

#### 基礎建設
1980年代初，地鐵港島綫興建期間，在港島東部進行了多項移山填海的工程，包括夷平康山，及在太古城、西灣河、筲箕灣至杏花邨海面填海。所得的土地興建了港島東區走廊、東區海底隧道及住宅物業。

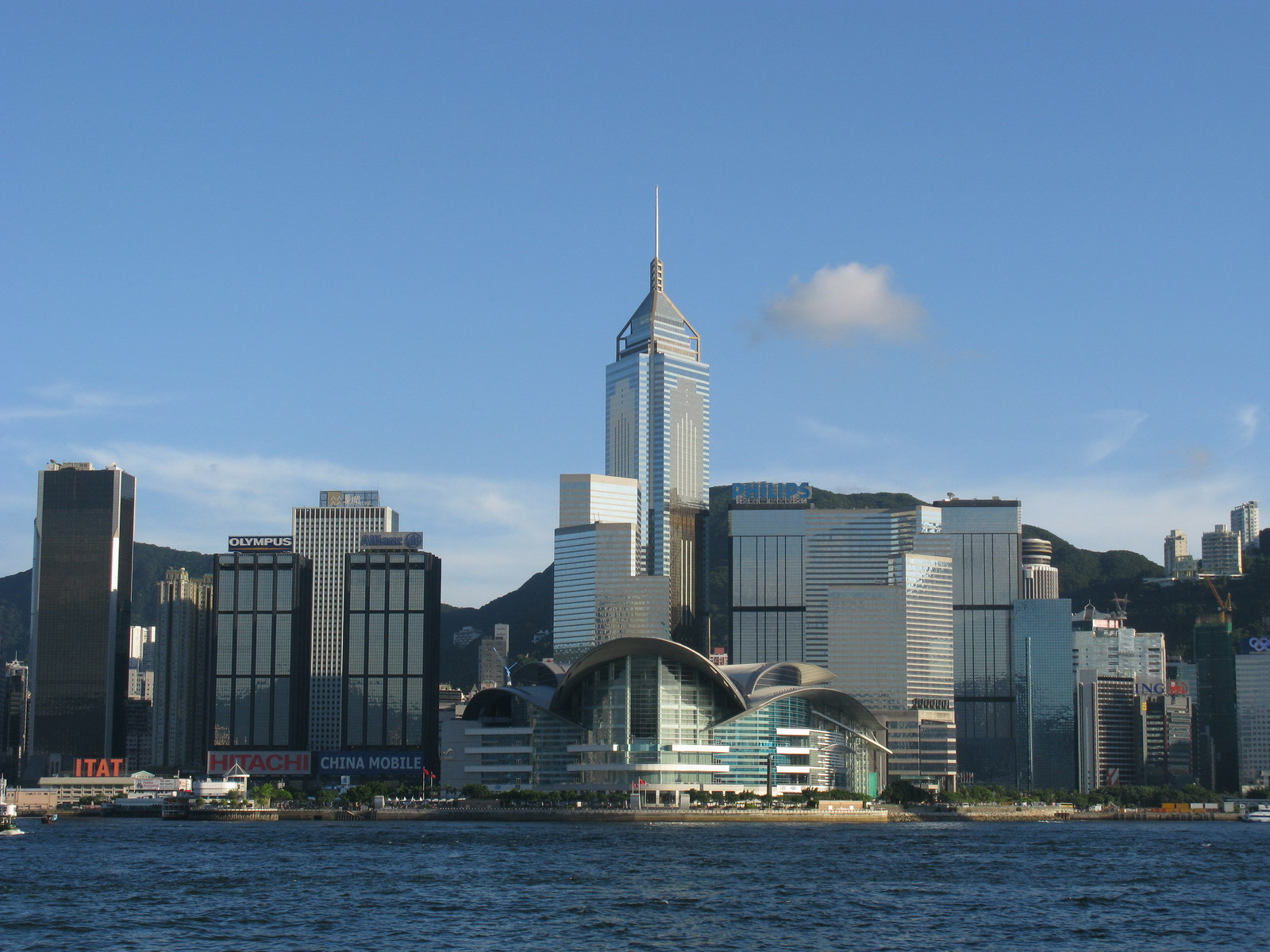
經由填海發展得出土地的香港會議展覽中心新翼及中環廣場

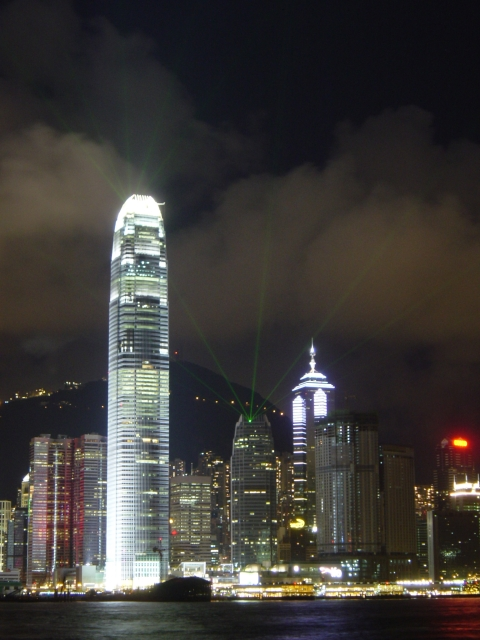
興建於中環填海區上、全香港第二高的建築物──國際金融中心

### 1990年代

#### 玫瑰園計劃
1989年，香港政府公佈《香港機場核心計劃》，當中不少計劃需要進行填海，包括在赤鱲角興建新香港國際機場、北大嶼山新市鎮及西九龍等。1990年代初期，香港政府也在香港港口及機場發展策略中提出多個填海建議，在中環、灣仔、九龍灣、紅磡灣、昂船洲、青洲、交椅洲及竹篙灣等進行填海，其中中環及灣仔填海計劃其後被落實。因此，1990年代可以說是香港填海的黃金年代。

#### 維港填海爭議
香港政府的鴻圖大計引發環境保護主義人士，特別是保護海港協會的嚴重不滿，他們認為填海工程沒有需要，且破壞海港及生態環境。2003年，香港終審法院推翻《灣仔填海計劃》，法官提及「有迫切及凌駕性的當前需要」才能夠填海，香港的未來規劃自此受到直接影響，多座基礎建設項目及多份長遠計劃被迫暫時停止、中止或者需要重新檢討，部份計劃的完成更是遙遙無期。

### 2000年至今

#### 不浚挖式填海
2011年，港珠澳大橋香港段動工，其香港口岸及屯門至赤鱲角連接路均需填海，以提供出入境及連接道路，合共約196.5公頃。特點為首次採用不浚挖式填海，以鋼圓筒圍起填海，較一般填海更環保。惟2016年3月發現鋼圓筒出現較大移位問題，需要加固。

#### 維港以外填海
2012年，香港政府公佈《優化土地供應策略：維港以外填海及發展岩洞》，就維多利亞港以外鎖定「5+1」填海選址後，2013年1月，行政長官梁振英透過《2013年度香港行政長官施政報告》公布5個近岸填海選址及中部水域發展人工島，儲備作為未來香港土地供應。除發展人工島（可以提供1,400至2,400公頃土地）外，龍鼓灘可以提供最多土地，新增土地逾200公頃；有關部門於初步評估後，留意到選址南面的踏石角發電廠或者會為新闢土地帶來空氣污染，惟由於發電廠的煙囪比較高，認為只需要限制未來落成樓宇的高度，仍然可以作為發展住宅甚至興建大學用途。而同樣位於大嶼山小蠔灣及欣澳，最大優勢為能夠為鄰近社區東涌帶來就業機會，加上早年均被納入為大嶼山概念的規劃研究，規劃上已經達到了一定程度。至於欣澳位處飛行航道，受到噪音污染，有關部門估計日後在該處發展住宅的機會極為微小，但是提供土地作為商業或者娛樂設施用途。位於沙田區城門河河口凹位的馬料水，則估計可以提供30至60公頃；預計在結合沙田污水處理廠搬遷入岩洞後，所騰出的28公頃用地，能夠合共提供70至80公頃土地，有潛力建設一座比較具有規模的新社區。至於青衣西南部的選址，有關部門將會等待葵青十號貨櫃碼頭的可行性報告完成後，才確定其實際用途。
2013年3月21日起，香港政府展開為期3個月至6月21日的第二階段公眾諮詢。香港政府將會整理收集意見，定出最終選址，期望於2014年年初向立法會申請撥款，啟動前期事務，包括進行工程可行性研究等，以蒐集更多具體資料作出進一步的決定，例如填海範圍等等；目標於2019年提供首塊填海土地。對此，香港政府為了回應環境保護團體對填海的關注，構思日後的新界西和大嶼山3座填海區不使用傳統的大石作為海堤，改為引入生態海岸線，重新興建泥灘及栽種紅樹林等等，期望於填海後可以回復生態環境，在海牀擺放人工礁，使到海底生態在填海後重新出現，為中華白海豚等海洋生物創造生活環境。當局亦會作出區域性的水域累計環境評估，作為日後個別項目進行法定環境保護評估程序的參考。

#### 三跑道系統及新發展區
2016年8月，香港國際機場三跑道系統建造工程啟動，當中會填海650公頃以提供三條跑道、滑行道、客運大樓、57個停機位。需時八年，新跑道預期2022年啟用，而整項建造工程將於2024年完成。完成後，每年將可應付額外3,000萬人次客運量。到2030年可以處理年客運量約1億人次及年貨運量900公噸，應付長遠航空需求。。
2018年2月，東涌新市鎮擴展計劃啟動，當中會填海130公頃，預計2020年完成第一階段填海工程。完成後可以容納14萬新增人口。

#### 未來規劃
2018年10月，特首林鄭月娥在2018年度施政報告中提出《明日大嶼願景》，落實東大嶼都會填海計劃。整個發展計劃包括在交椅洲和喜靈洲對開水域分階段填海，建立規模達1700公頃人工島，到2032年預料可興建26至40萬個單位，當中7成為公營房屋，可供70至110萬人居住。另外，商人胡應湘亦向發展局提出在南丫島東面進行填海工程。2020年12月4日，立法會財委會通過5.5億圓的明日大嶼前期研究撥款。

## 影響
香港百多年來的填海工程深遠地影響著香港社會的發展，期間使到大量島嶼（例如昂船洲及佛堂洲等等）連陸，亦使到一些海灣（例如紅磡灣、大赤沙及小赤沙等等）縮少甚至消失。

### 正面
香港山多平地少，可以供予發展的土地不多，因此自香港開埠以來，香港政府多次進行填海工程。時至今日，香港很多繁華的地區都是依靠填海而取得土地，當中包括德輔道以北的中環、灣仔、銅鑼灣、尖沙咀東、啟德機場、港澳碼頭、九龍灣及觀塘商貿區等等的重要發展地方。當中有不少重要建築物或者地標都座落填海區上，包括國際金融中心及香港會議展覽中心等等。由此可見，香港填海工程對香港的城市規劃發展以至整個香港社會的發展都有著深遠的影響。此外，填海工程為香港帶來了就業機會，尤其是香港建築業。不論是填海造地，還是在填海地上興建建築物，都需要大量勞動人口，這些就業機會亦養活了不少香港市民。

### 負面

#### 造成海浪過急
今日的維多利亞港經過多次填海造地後，面積大幅減少。海上交通日益頻繁，造成海浪比較過急的情況，使到體形比較小的船隻在航行時搖曳不定。這亦與拉直了的海岸線，使到海水流動速度變急有關係。

#### 負面影響水質及海洋生態
大興土木、填海和運輸建築材料時，對水質造成負影響，也對自然動物，如瀕臨絕種的中華白海豚構成威脅。

#### 負面影響自然地理環境及天然海岸線
填海將會變本加厲地破壞了維多利亞港的景緻及原有的地理環境，包括經過數以千萬年形成的自然海灣，沿岸岩石，紅樹林等。填海亦將會減少了香港旅遊景點（如維港，梅窩，坪洲，南生圍）的吸引力，影響香港旅遊業及影像。

##### 填海興建屏風樓及負面影響附近現有社區
香港政府在現存社區的沿海位置填海，讓地產發展商興建龐然巨物屏風樓，亦即數幢連在一起，多數為出售牟利的私家住宅建築物，形狀如屏風。密集的建築物阻擋光線及令風速減慢，而所產生的負面效應，亦被稱為屏風效應及熱島效應。填海建私家屏風樓的例子比比皆是，可見於東涌，深井，荃灣，青衣，旺角，西九龍，紅磡，土瓜灣，數碼港，西灣河及小西灣等。

## 保護海港
1980年代，由於環境保護的議題尚未成熟，加上填海為香港提供很多可見的好處，所以當時幾乎完全無人反對填海計劃。踏入1990年代中期開始，由於部份環境保護人士的提倡，不少香港人開始關注維多利亞港的填海計劃，開展了不少「保護維港」的運動，當中以1995年成立保護海港協會最為人所認識，該會在1996年1月發動保護海港簽名行動，獲得17萬名公眾簽名支持，逼使香港政府於同年5月擱置青洲填海計劃。此後，該會於同年6月呈交《保護海港條例》，於12月收集了148,041個簽名遞交給時任香港總督彭定康，結果後於1997年6月於立法局最後一次會議時成為法例。該條例列明「海港須作為香港人的特別公有資產和天然財產而受到保護和保存」。
香港主權移交後，反對填海的聲音漸趨強烈。1998年，因為保護海港協會為首的多個環境保護團體的反對，逼使香港政府先後需要暫緩及重新檢討啟德發展計劃及添馬艦發展工作中的填海部份。於1999年10月發表的《施政報告》中，時任香港行政長官董建華承諾將會減少填海，並且遵守可持續發展之原則。2001年，青洲填海計劃亦因此擱置。
香港反對填海最重要的事件是於2004年1月9日保護海港協會成功挑戰香港政府，在香港終審法院推翻灣仔北填海計劃。香港法院作出宣判時指出，進行填海需要符合以下三個原則：
1. 有迫切及凌駕性的當前需要（包括社群的經濟、環境和社會需要）
2. 沒有其他可行方法
3. 對海港的損害減至最少

雖然及後香港政府於2005年在《中環填海計劃》案件上勝訴，惟其他填海工程備受香港社會密切注視。而因為需要符合「有迫切及凌駕性的當前需要」的原則，令到絕大部份計劃於規劃時構成了一定的局限性。例如香港會議展覽中心對出原來擬建的直升機坪，因為不能夠填海，而需要削減計劃規模，甚至擱置至今。此外，為了避免再次引起訴訟，香港政府亦成立諮詢性的共建維港委員會，以聽取民間對於填海工程的有關意見。

## 曾經建議的方案
- 青洲填海計劃
- 觀塘避風塘填海工程
- 西部海港大嶼山策略性發展計劃：民間團體本土研究社從英國解密檔案得知，合和實業主席胡應湘及時任長江集團主席李嘉誠於1980年代曾經提出在大嶼山以東海域大規模填海，惟計劃遭殖民地政府質疑而吿吹[44]
- 船灣新市鎮：由東亞銀行董事[45]的黎照昌於2017年初提出，於船灣淡水湖填平1,200公頃土地，容納90至120萬人口[46]
- 藍塘新市鎮：由建築及城市設計公司Farrells於2018年初提出，於將軍澳附近的藍塘海峽近岸填海200公頃，連鄰近688公頃土地容納35萬人居住，並有通道連接將軍澳與杏花邨[47]

## 外部連結
官方文件
- 香港的填海發展工程（AR/9/RD） （页面存档备份，存于），地政總署測繪處
- 中環及灣仔填海計劃 — 香港土木工程拓展署
- 優化土地供應策略：維港以外填海及發展岩洞

相關网址
- 香港土木工程拓展署 （页面存档备份，存于）
- 共建維港委員會 （页面存档备份，存于）
- 保護海港協會
- 香港填海歷史地圖 (1842-2010) （页面存档备份，存于）
- 香港地方 | 討論 | 大嶼山-交椅洲六百公頃填海計劃 （页面存档备份，存于）
- 香港地方 | 地方 | 填海工程 （页面存档备份，存于）

新闻報道
- 「模擬填海」評估環境影響 （页面存档备份，存于） 《星島日報》 2013年3月21日
- 填海解土地荒 沒辦法中的辦法？ （页面存档备份，存于） 《經濟日報》 2013年3月22日